# Enhydris chinensis
Enhydris chinensis е вид змия от семейство Смокообразни (Colubridae).

## Разпространение
Видът е разпространен във Виетнам, Китай, Провинции в КНР и Тайван.